# Walter Pfeiffer
Walter Pfeiffer (* 29. března 1946, Beggingen) je švýcarský grafik a fotograf.

## Život a kariéra
Narodil se roku 1946 a s tvorbou začal na počátku 70. let. Svými portréty přátel, milenců a mládeže, která ho obklopovala v Curychu, Paříži a New Yorku by se mohl řadit mezi ostatní fotografy dekády, jako byli Nan Goldin a Nobujoši Araki. Na konci 70. let vyšla jeho první publikace s názvem Walter Pfeiffer: 1970–1980 (Elke Betzel, 1980).
Další dvě dekády strávil relativně nepovšimnut, dále tvořil své fotografie a několik videí a vrátil se k malbě. Na průlom a nový zájem o své dílo si musel počkat až do začátku nového století, kdy vydal publikaci Welcome Aboard, Photographs 1980-2000 (Edition Patrick Frey/Scab, 2001).
Jeho tvorba šla ruku v ruce s oživením realistické fotografie v 90. letech a počátkem nultých let, s autory jako Wolfgangem Tillmansem, Ryanem McGinleyem, Slavou Mogutinem, Heinzem Peterem Knesem a Jackem Piersonem. Patrný je jeho vliv na fotografickou tvorbu Jürgena Tellera.
Od té doby Walter Preiffer spolupracoval s mezinárodními časopisy různých žánrů a publika, např. i-D, Butt nebo Vogue.

## Publikace
Svou první knihu fotografií Walter Pfeiffer: 1970-1980 vydal v roce 1980. O několik let později následovala publikace The eyes, the thoughts, ceaselessly wandering (Nachbar der Welt, 1986), která však nevzbudila velký zájem. Ohlas mezinárodního publika začala jeho tvorba sklízet až po vydání Welcome Aboard, Photographs 1980-2000 v roce 2001. Od té doby následovaly další tři knihy, vydané mezinárodními vydavatelskými domy jako Hatje Cantz a Steidl: Night and Day (Hatje Cantz, 2007), Walter Pfeiffer: In Love with Beauty (Steidl, 2009) a Cherchez la femme! (rovněž 2009).
Svými snímky mladých švýcarských prostitutů ilustroval v roce 2012 knihu žurnalisty Olivera Demonta o curyšské eskortní scéně Männer kaufen (Salis Verlag, 2012).

## Výstavy
V souvislosti s vydáním Pfeifferových knih a spoluprací s časopisy v posledním desetiletí výrazně vzrostl i počet jeho fotografických výstav. Vystavoval např. v galeriích Galerie Baumet Sultana (Paříž), Team Gallery a Anna Kustera (New York).
V Česku Pfeiffer vystavoval za poměrně malého zájmu v roce 2007 v Galerii 5. patro. V prvním čtvrtletí roku 2014 se objevil v Galerii Rudolfinum mezi autory společné výstavy momentek „Only The Good Ones: The Snapshot Aesthetic Revisited“.

## Modelové
Walter Pfeiffer v rozhovorech uvádí, že dává přednost práci s neprofesionálními modely. Nábor obvykle provádí on sám, přátelé nebo pár asistentů, často oslovuje osoby na ulici. Kvůli práci pro módní průmysl však v posledních několika letech fotografoval také profesionální modely jako např. Karlie Klossovou, Magdalenu Frackowiakovou, Evu Herzigovou, Francisca Lachowského a Lorcana Leather-Barrowa.

## Knihy
- Walter Pfeiffer: 1970-1980 (Elke Betzel, 1980).
- The eyes, the thoughts, ceaselessly wandering (Nachbar der Welt, 1986).
- Welcome Aboard, Photographs 1980-2000 (Edition Patrick Frey/Scab, 2001).
- Night and Day (Hatje Cantz, 2007).
- Walter Pfeiffer: In Love with Beauty (Steidl, 2009).
- Cherchez la femme! (2009).